# Jardim Barro Branco
Jardim Barro Branco é um bairro nobre da zona norte de São Paulo, localizado no distrito do Tucuruvi.

## Características

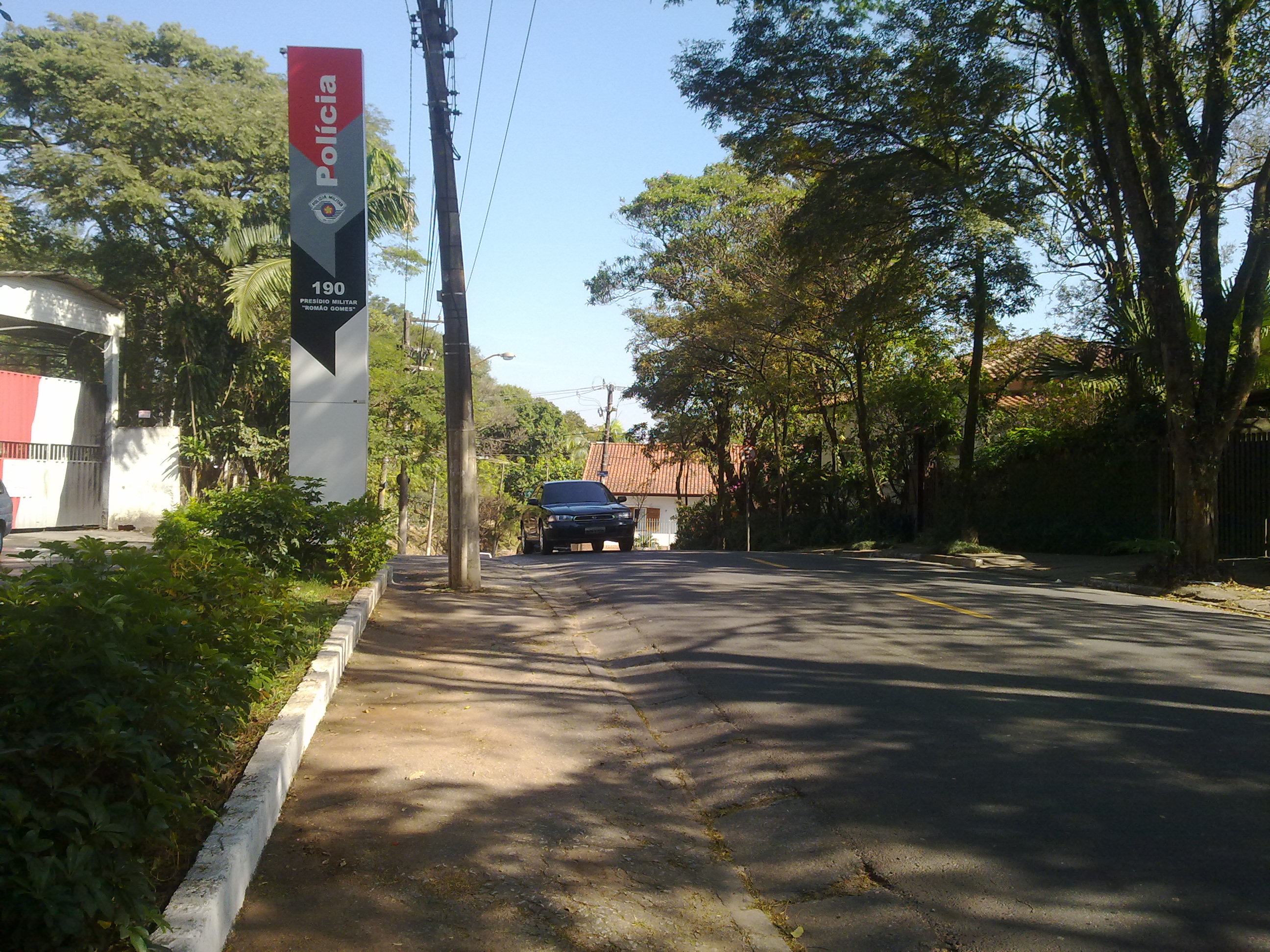
Rua residencial arborizada.

Limita-se a oeste com a Vila Aurora, ao sul com a Água Fria e o Jardim França, a leste com o Jardim Kherlakian e ao norte com o Tremembé.
Dentre as principais vias do bairro estão a Avenida Nova Cantareira (que vai até a Serra da Cantareira) e a Avenida Água Fria.
Encontra-se no bairro a Academia de Polícia Militar do Barro Branco.